# 二十世紀葬送曲
『二十世紀葬送曲』（にじゅうせいきそうそうきょく）は、人間椅子の8枚目のアルバム。
2016年にはHQCDで再発された。

## 解説
アルバムジャケットの表にはそろばんと呼ばれる拷問器具の上に縄で縛られた和嶋と、武士の格好で箒尻のようなモノを持った鈴木、明治時代の警察官のような格好の後藤が写ったもの。なぜ和嶋が拷問されているかというと、よく遅刻をするのでその戒めだという。ちなみに、裏には審問椅子と呼ばれる拷問器具の写真、さらにブックレットの中身も拷問器具の写真ばかりである。
曲名には、拷問器具や処刑器具の名前が入ったものもある。
特筆すべき点としては、メルダック復帰第1作目であること、人間椅子のレコード・デビュー10周年であるということ、それまで、合作としてドラムス担当が作詞したことはあったが、初めてドラムス担当が単独で作詞、作曲したこと、それまでになくストレートなブラック・サバスへの讃美歌「サバス・スラッシュ・サバス」が収録されていることが挙げられる。

## 収録曲
| 全編曲: 人間椅子。 |                                |          |          |      |
| #                  | タイトル                       | 作詞     | 作曲     | 時間 |
| 1.                 | 「幽霊列車」                   | 和嶋慎治 | 和嶋慎治 | 5:41 |
| 2.                 | 「蟲」                         | 鈴木研一 | 鈴木研一 | 6:35 |
| 3.                 | 「恋は三角木馬の上で」         | 和嶋慎治 | 和嶋慎治 | 4:39 |
| 4.                 | 「都会の童話」                 | 和嶋慎治 | 後藤升宏 | 7:07 |
| 5.                 | 「暁の断頭台」                 | 和嶋慎治 | 鈴木研一 | 5:56 |
| 6.                 | 「少女地獄」                   | 和嶋慎治 | 和嶋慎治 | 6:06 |
| 7.                 | 「春の海」                     | 和嶋慎治 | 鈴木研一 | 7:50 |
| 8.                 | 「不眠症ブルース」             | 後藤升宏 | 後藤升宏 | 5:45 |
| 9.                 | 「サバス・スラッシュ・サバス」 | 鈴木研一 | 鈴木研一 | 3:33 |
| 10.                | 「黒い太陽」                   | 和嶋慎治 | 和嶋慎治 | 6:11 |

## 演奏者
- 和嶋慎治 - ギター、ボーカル
- 鈴木研一 - ベース、ボーカル
- 後藤マスヒロ - ドラムス、ボーカル